# Lodgepole-Streifenhörnchen
Das Lodgepole-Streifenhörnchen (Tamias speciosus, Syn.: Neotamias speciosus) ist eine Hörnchenart aus der Gattung der Streifenhörnchen (Tamias). Es kommt nur im Osten des amerikanischen Bundesstaats Kalifornien sowie dem äußersten Westen von Nevada vor.

## Merkmale
Das Lodgepole-Streifenhörnchen erreicht eine durchschnittliche Kopf-Rumpf-Länge von etwa 12,2 bis 12,7 Zentimetern, die Schwanzlänge beträgt etwa 8,6 bis 9,5 Zentimeter und das Gewicht etwa 56 bis 64 Gramm. Die Rückenfarbe ist Zimt- bis Gelbbraun und wie bei anderen Arten der Gattung befinden sich auf dem Rücken mehrere dunkle Rückenstreifen, die durch hellere Streifen getrennt und gegenüber den Körperseiten abgegrenzt sind. Die hellen und dunklen Streifen ziehen sich von Rücken bis in das Gesicht und enden an der Nase, über das Auge zieht sich ein dunkler Streifen. Die Körperseiten sind zimtbraun bis gelblich-orange oder hellbraun. Der Schädel ist breit mit kurzer und schmaler Schnauze. Der Schwanz ist dunkel, vor allem in einem abgegrenzten Bereich der hinteren Schwanzunterseite.

## Verbreitung

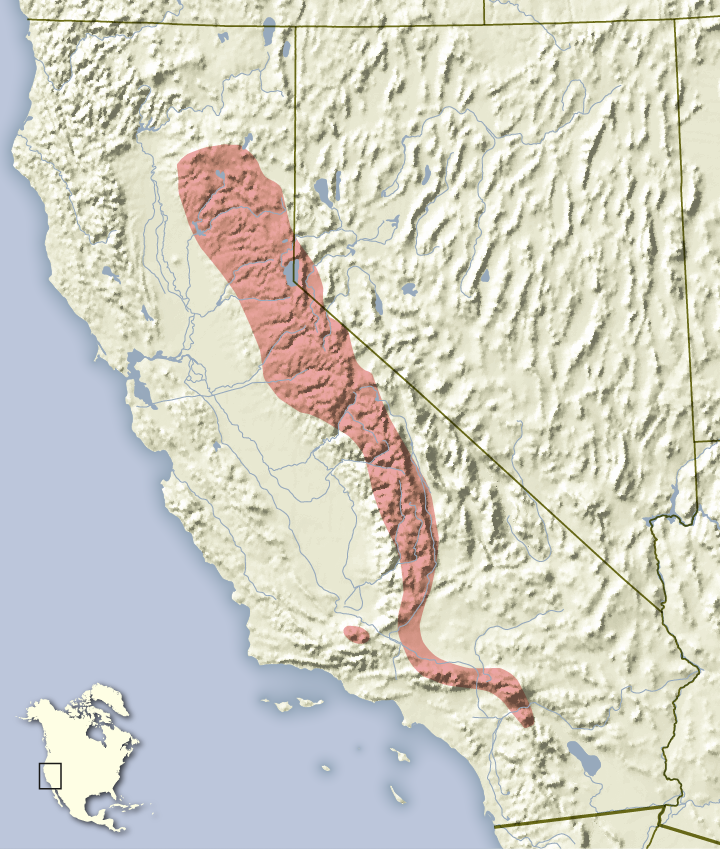
Verbreitungsgebiet des Lodgepole-Streifenhörnchens

Das Lodgepole-Streifenhörnchen kommt nur im Osten des amerikanischen Bundesstaats Kalifornien sowie dem äußersten Westen von Nevada vor. Das Verbreitungsgebiet reicht in der Sierra Nevada vom Mount Lassen bis in die San Bernardino Mountains und benachbarte Höhenzüge.

## Lebensweise
Lodgepole-Streifenhörnchen leben vor allem in den höheren Bergregionen bis zur Baumgrenze in Höhen von 1500 bis 3300 Metern. Es kommt in der Regel in Mischwaldgebieten vor, wobei die Zusammensetzung der Wälder regional stark variieren kann. Zu den Baumarten, die in diesen Wäldern vorkommen, gehören die Küsten-Kiefer (englisch: Lodgepole pine, Pinus contorta), die Jeffrey-Kiefer (Pinus jeffreyi), die Zucker-Kiefer (Pinus lambertiana), die Pracht-Tanne (Abies magnifica), die Kolorado-Tanne (Abies concolor), die Weihrauchzeder (Calocedrus decurrens), Chrysolepis sempervirens und verschiedene Eichen, etwa die Kalifornische Schwarzeiche (Quercus kelloggii). Gelegentliche Waldbrände verändern das Habitat der Tiere, die abgebrannten Regionen werden durch die Art jedoch rasch wieder besiedelt.
Das Lodgepole-Streifenhörnchen ist tagaktiv und vor allem in der Tagesmitte zu beobachten. Es lebt sowohl am Boden wie auch häufig kletternd in den Bäumen, wobei es häufiger in den Bäumen lebt als andere Streifenhörnchen. Die Tiere ernähren sich vor allem herbivor von Samen und Früchten der Nadelbäume, Eicheln sowie anderen Pflanzenteilen. Hinzu kommen Insekten, vor allem Raupen, kleine Wirbeltiere und Vogeleier als ergänzende Nahrung. Auch unterirdisch lebende Pilze werden gefressen, stellen anders als bei verwandten Arten jedoch keinen großen Anteil der Nahrung dar. Die Tiere sammeln die Nahrung und legen Vorratslager an, dabei spielen sie eine wesentliche Rolle bei der Verbreitung der Samen und der Ausbreitung der Bäume, vor allem bei windverbreitenden Arten wie der Jeffrey-Kiefer. Vorratslager finden die Tiere vor allem anhand des Geruchs, wobei ein feuchter Boden das Wiederfinden fördert. Die Tiere überwintern, können an warmen Wintertagen jedoch das Nest verlassen und in milden Jahren jedoch auch während des gesamten Jahres aktiv sein. Der Beginn der Überwinterung ist witterungsabhängig und beginnt häufig erst nach starkem Schneefall. Im März bis April verlassen die Tiere ihr Nest wieder, in den Höhenlagen in der Regel später als in tieferen Regionen. Die Kommunikation erfolgt vor allem zur Abgrenzung der Territorien und als Alarmrufe. Die Bestandsdichte beträgt in der Regel ein Tier pro Hektar oder weniger im Frühjahr, sie wächst vor allem während der Jungenaufzucht teilweise stark an. Das Territorium umfasst durchschnittlich 1,28 bis 2,6 Hektar, unabhängig vom Geschlecht der Tiere.
Die Paarungszeit liegt bei dieser Art im Frühjahr nach dem Verlassen des Nestes im März bis April und es gibt nur einen Wurf pro Jahr. Die Tragzeit beträgt etwa 30 Tage und die Jungtiere werden im Frühsommer geboren. Der Wurf besteht durchschnittlich aus drei bis sechs Jungtieren.
Im größten Teil des Verbreitungsgebietes kommt die Art sympatrisch mit anderen Streifenhörnchen vor. Das Gelbe Fichtenstreifenhörnchen (Tamias amoenus) und das Kleine Streifenhörnchen kommen dabei in der Regel in niedrigeren Bereichen und in den Tälern vor, das Gebirgsstreifenhörnchen (Tamias alpinus) in den Lagen oberhalb der Baumgrenze. Die Arten stehen in Konkurrenz zueinander und verteidigen ihre Lebensräume jeweils gegen die anderen Arten, wobei das Lodgepole-Streifenhörnchen sich vor allem in den mittleren bis hohen Lagen behaupten kann. Auch mit dem Langohr-Streifenhörnchen (Tamias quadrimaculatus) und dem Allen-Streifenhörnchen (Tamias senex) kommt es sympatrisch vor. Als Prädatoren sind bislang nur Kojoten sowie Rundschwanzsperber (Accipiter cooperii) und Rotschwanzbussarde (Buteo jamaicensis) dokumentiert. Als Parasiten sind acht Arten von Flöhen, zwei Arten von Tierläusen und fünf Zeckenarten bekannt. Zudem kann das Lodgepole-Streifenhörnchen Träger des Pesterregers Yersinia pestis sein.

## Systematik
Das Lodgepole-Streifenhörnchen wird als eigenständige Art innerhalb der Gattung der Streifenhörnchen (Tamias) eingeordnet, die aus 25 Arten besteht. Die wissenschaftliche Erstbeschreibung stammt von dem amerikanischen Zoologen Clinton Hart Merriam aus dem Jahr 1890, der es anhand von Individuen vom Whitewater Creek in den San Bernardino Mountains, San Bernardino County, in Kalifornien beschrieb. Innerhalb der Streifenhörnchen wird das Lodgepole-Streifenhörnchen gemeinsam mit den meisten anderen Arten der Untergattung Neotamias zugeordnet, die auch als eigenständige Gattung diskutiert wird.
Innerhalb der Art werden gemeinsam mit der Nominatform vier Unterarten unterschieden:
- Tamias speciosus speciosus: Nominatform; kommt im südlichen Drittel des Verbreitungsgebietes und dort teilweise isoliert in einzelnen Höhenzügen der Sierra Nevada vor.
- Tamias speciosus callipelus: lebt nur isoliert am Mount Pinos in Kalifornien. Das dunkle Band an der Schwanzunterseite ist kürzer als bei anderen Unterarten.
- Tamias speciosus frater: lebt in der nördlichen Hälfte des Verbreitungsgebietes in der nördlichen Sierra Nevada. Der Schädel ist breiter als bei der Nominatform, die Seiten sind rötlicher und die Seitenstreifen sind schmaler als bei den anderen Unterarten. Die Erstbeschreibung stammt von Joel Asaph Allen, der sie 1890 als eigene Art Tamias frater beschrieb und vom Colorado-Streifenhörnchen (Tamias quadrivittatus) abgrenzte.[6]
- Tamias speciosus sequoiensis: lebt in der Mitte des Verbreitungsgebietes in der südlichen Sierra Nevada. Die Unterseite des Schwanzes ist heller als bei den anderen Unterarten.

## Status, Bedrohung und Schutz
Das Lodgepole-Streifenhörnchen wird von der International Union for Conservation of Nature and Natural Resources (IUCN) als „nicht gefährdet“ (Least Concern, LC) eingestuft. Begründet wird dies durch das relativ große Verbreitungsgebiet von mehr als 20.000 km2 und das regelmäßige Vorkommen, bestandsgefährdende Risiken sind nicht bekannt.

## Belege
1. 1 2 3 4 5 6 7 8 9  Richard W. Thorington Jr., John L. Koprowski, Michael A. Steele: Squirrels of the World. Johns Hopkins University Press, Baltimore MD 2012, ISBN 978-1-4214-0469-1, S. 341–342.
2. 1 2  Neotamias speciosus in der Roten Liste gefährdeter Arten der IUCN 2015.4. Eingestellt von: A.V. Linzey, NatureServe (G. Hammerson), 2008. Abgerufen am 28. Juni 2016.
3. 1 2  Tamias (Neotamias) speciosus In: Don E. Wilson, DeeAnn M. Reeder (Hrsg.): Mammal Species of the World. A taxonomic and geographic Reference. 2 Bände. 3. Auflage. Johns Hopkins University Press, Baltimore MD 2005, ISBN 0-8018-8221-4.
4. ↑  Troy L. Best, Robin G. Clawson, Joseph A. Clawson: Tamias speciosus. (Memento des Originals vom 16. März 2016 im Internet Archive)  Info: Der Archivlink wurde automatisch eingesetzt und noch nicht geprüft. Bitte prüfe Original- und Archivlink gemäß Anleitung und entferne dann diesen Hinweis. Mammalian Species 478, 1994.
5. ↑  Bruce D. Patterson, Ryan W. Norris: Towards a uniform nomenclature for ground squirrels: the status of the Holarctic chipmunks. Mammalia 80 (3), Mai 2016, S. 241–251 doi:10.1515/mammalia-2015-0004
6. ↑  Joel Asaph Allen: A review of some of the North American ground squirrels of the genus Tamias. Bulletin of the American Museum of Natural History 3, 1890, S. 45–116. (Volltext, Beschreibung der Art auf S. 83–84)